# Un ianqui a la cort del Rei Artús
Un ianqui a la cort del rei Artús (títol original en anglès: A Connecticut Yankee in King Arthur's Court) és una novel·la de Mark Twain, publicada el 1889.
La novel·la explica la història de Hank Morgan, un ciutadà de Connecticut del segle xix que, inexplicablement, es desperta a l'Anglaterra de l'alta edat mitjana, en temps del llegendari rei Artús. Aprofitant els seus coneixements, el ianqui introdueix tot de tecnologia anacrònica, com els diaris, el telègraf, la bicicleta, etc., i intenta canviar la societat, però els poders establerts i l'Església acaben desfent tots els seus canvis. Com altres obres de Twain, inclou una mordaç crítica de la societat del seu propi temps, de l'esclavatge, de la superstició i la ignorància.
Aquesta novel·la és la primera del subgènere de novel·la d'història alternativa o ucronia.
Va ser traduït al català per Joan Sellent el 1999.